# Golpes de Estado em El Salvador
Desde o século XIX ocorreram muitos golpes de Estado em El Salvador patrocinados tanto por opositores quanto pela oligarquia salvadorenha. Este artigo lista os golpes de Estado bem-sucedidos e os fracassados ocorridos no país desde sua independência em 1821.

## Década de 1890
- Golpe de Estado de 1890 - o presidente Francisco Menéndez Valdivieso foi deposto pelo general Carlos Ezeta em 22 de junho de 1890.[1]
- Golpe de Estado de 1894 – o presidente Carlos Ezeta foi deposto por 44 líderes rebeldes em 9 de junho de 1894. Os rebeldes nomearam Rafael Antonio Gutiérrez como presidente.[1][2]
- Golpe de Estado de 1898 - o presidente Rafael Antonio Gutiérrez foi deposto pelo general Tomás Regalado em 13 de novembro de 1898. O golpe levou à dissolução da República Maior da América Central.[3]

## Década de 1930
- Golpe de Estado de 1931 - o presidente Arturo Araujo foi deposto pelo exército salvadorenho em 2 de dezembro de 1931. O Diretório Cívico foi estabelecido e nomeou o vice-presidente Maximiliano Hernández Martínez como presidente interino do país em 4 de dezembro.[4]

## Década de 1940
- Tentativa de golpe de Estado em abril de 1944 - elementos do exército salvadorenho guarnecidos em San Salvador tentaram derrubar o presidente Maximiliano Hernández Martínez em 2 de abril de 1944.[5][6]
- Golpe de Estado de maio de 1944 - civis protestaram nas ruas de San Salvador contra o governo de Maximiliano Hernández Martínez e o forçaram a renunciar em 9 de maio de 1944.[7][6]
- Golpe de Estado de outubro de 1944 - o presidente provisório Andrés Ignacio Menéndez foi deposto pelo general Osmín Aguirre y Salinas em 21 de outubro de 1944.[8]
- Golpe de Estado de 1948 - o presidente Salvador Castañeda Castro foi deposto pelo exército salvadorenho em 14 de dezembro de 1948. O Conselho de Governo Revolucionário foi estabelecido e elegeu o major Óscar Osorio como presidente em 14 de setembro de 1950.[9][8]

## Década de 1960
- Golpe de Estado de 1960 – o presidente José María Lemus foi deposto pelo exército salvadorenho em 26 de outubro de 1960. A Junta de Governo foi estabelecida depois disso.[10][11]
- Golpe de Estado de 1961 - a Junta de Governo foi derrubada pelo exército salvadorenho em 25 de janeiro de 1961. O Diretório Cívico-Militar foi estabelecido e nomeou Eusebio Rodolfo Cordón Cea como Presidente Provisório em 25 de janeiro de 1962.

## Década de 1970
- Tentativa de golpe de Estado de 1972 – a Juventude Militar tentou derrubar Fidel Sánchez Hernández, impedir a presidência de Arturo Armando Molina e instalar José Napoleón Duarte como presidente.[12]
- Golpe de Estado de 1979 - o presidente Carlos Humberto Romero foi deposto pelo exército salvadorenho em 15 de outubro de 1979. A Junta Revolucionária de Governo de El Salvador foi estabelecida e elegeu Álvaro Magaña como presidente em 2 de maio de 1982. Esse golpe deu início aos doze anos de Guerra Civil Salvadorenha.[13][14][15][16]